# Uwe Peschel
Uwe Peschel (n. 4 noiembrie 1968, Berlin, RDG) este un ciclist german, medaliat olimpic. A participat la 2 ediții ale Jocurilor Olimpice (1992, 1996) în care a câștigat o medalie de aur.